# Longreach Bay
Longreach Bay ist eine Bucht auf Rottnest Island im australischen Bundesstaat Western Australia. Die Bucht ist ein beliebter Ort zum Schnorcheln und Schwimmen.

## Geografie
Longreach Bay ist 620 Meter breit und 220 Meter tief. Sie öffnet sich nach Norden. Östlich der Bucht liegt die Bucht The Basin und westlich die kleine Fays Bay, die vom Longreach Point von Longreach Bay getrennt wird.
Die Bucht hat einen 860 Meter langen, öffentlich zugänglichen Sandstrand.